# 基帕胡盧 (夏威夷州)
基帕胡盧（英語：Kipahulu）是位於美國夏威夷州茂宜縣的一個非建制地區。該地的面積和人口皆未知。

## 地理
基帕胡盧的座標為20°39′39″N 156°06′00″W / 20.66083°N 156.10000°W，而該地的平均海拔高度為81米（即266英尺）。